# Saint-Jouvent
Saint-Jouvent är en kommun i departementet Haute-Vienne i regionen Nouvelle-Aquitaine i västra Frankrike. Kommunen ligger i kantonen Nieul som tillhör arrondissementet Limoges. År 2022 hade Saint-Jouvent 1 630 invånare.

## Befolkningsutveckling
Antalet invånare i kommunen Saint-Jouvent
| Referens: INSEE |